# S3 ViRGE

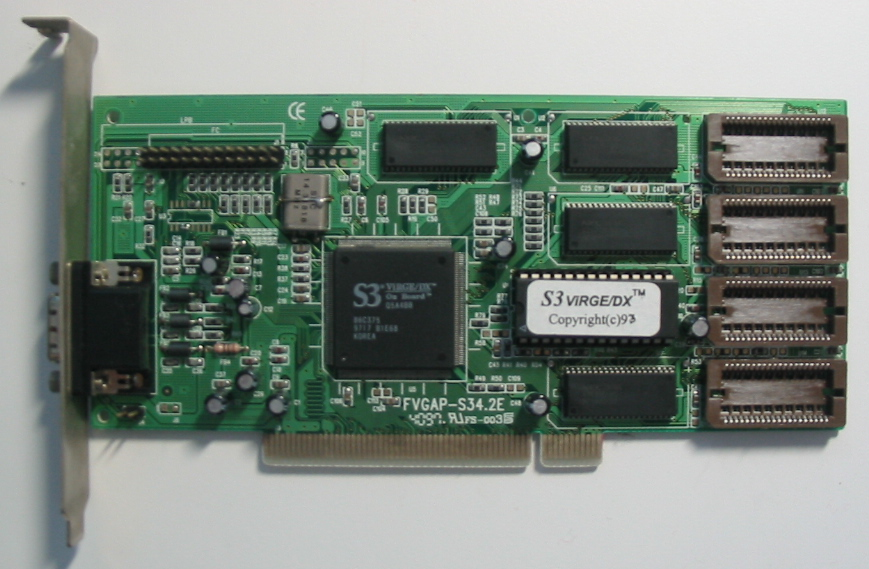
S3 ViRGE/DX顯示卡

ViRGE，全稱為"Video and Rendering Graphics Engine"（視訊描寫圖形引擎），是第一代電腦的2D／3D加速卡，於1995年由S3公司推出。ViRGE為2D及DRAM幀緩衝顯示卡帶來了新標準，而一個循環的EDO計時使得當時的ViRGE/325成為了最高評分的DRAM基礎2D加速卡。但在3D加速方面，ViRGE使不少用家感到失望。

## 性能表现
随着索尼家用游戏机Playstation的成功推出，PC在市场上的压力在于整合能在3D图形实时渲染领域竞争的硬件，而此硬件是电脑上的CPU无法独立完成的，

## 另見
- 威盛處理器列表